# ストレート・トゥ・ヘル
『ストレート・トゥ・ヘル』（原題：Straight to Hell）は、1987年制作のイギリスのアクション・コメディ映画。アレックス・コックス監督。
2010年には、ディレクターズ・カット版『ストレート・トゥ・ヘル リターンズ』が製作され、日本では2024年8月30日に公開された。

## あらすじ
3人組の間抜けな殺し屋ノーウッド、シムズ、ウィリーは雇い主デイドからの殺しの依頼を失敗したことから、ノーウッドの妊娠中の妻ヴェルマを連れて逃亡することに。
その途中、彼らは銀行強盗をして大金を手にし、メキシコへと向かう。だが、国境を越え砂漠の真ん中にある町に入ったところで車がエンストしてしまう。彼らは盗んだ金を埋めて、その町でしばらく過ごすことにする。
だがそこは、血の気の多い連中の住む物騒な町であった。たちまち彼らは目を付けられ、さらに銀行強盗で大金を盗んだことを知られてしまったことから、凄絶な、しかし笑える死闘の幕が開く。

## キャスト
- ノーウッド：サイ・リチャードソン
- シムズ：ジョー・ストラマー
- ウィリー：ディック・ルード
- ヴェルマ：コートニー・ラブ
- デイド：ジム・ジャームッシュ
- マクマホン：ザンダー・バークレー
- サラ・シュガーマン
- ジョージ：ミゲル・サンドバル
- フェビーヌ：ジェニファー・バルゴビン
- フランク：ビフ・イエーガー
- レティシア：スー・キル
- ソーニャ：グレイス・ジョーンズ
- デニス・ホッパー
- エルヴィス・コステロ